# Manoir de Malitourne
Le manoir de Malitourne est un manoir situé à Luynes (Indre-et-Loire) et inscrit aux monuments historiques en 2013.

## Historique
En 1525, Catherine Ayrolde, veuve de Jean Paulmier, en est propriétaire. Il passe ensuite à Jean Fourneau (1586), 
Georges Péan, seigneur de Malitourne, receveur des décimes et maire de Tours en 1666, puis à Mathieu François (1735), à Honorée Chardon, veuve de Charles Daveau de Chavaigne (1749), à Claude-Aimé de Chavaignes (1778-1788) et au duc de Luynes (1788).
Il passe par la suite au baron Jousbert du Landreau.
Eugène Goüin acquiert le manoir et son domaine de 400 hectares. Malitourne est utilisé comme relais de chasse.